# Jaroslav Plašil
Jaroslav Plašil (Opočno, 5 de Janeiro de 1982) é um ex-futebolista tcheco. 

## Carreira
Atuou na AS Monaco em 2004, quando a equipa gaulesa foi derrotada pelo FC Porto por três golos a zero, pela decisão da UEFA Champions League.

## Seleção
Plasil fez parte do elenco da Seleção Tcheca de Futebol da Eurocopa de 2016.